# Le Tour du monde
Pour les articles homonymes, voir Tour du monde.
 (mars 2017).
Le Tour du monde, nouveau journal des voyages est un hebdomadaire français publié à partir de janvier 1860. Il porta aussi le nom de Le Tour du monde, journal des voyages et des voyageurs (1895-1914). Le magazine encourageait l’expansionnisme européen par des récits de voyage de haute qualité littéraire mis en images par quelques-uns des plus remarquables illustrateurs et xylographes de leur époque.

## Histoire
Première série. Le Tour du monde, nouveau journal des voyages a été créé en janvier 1860 par Édouard Charton, concepteur du Magasin pittoresque, et sous l'égide de la Librairie Hachette : tous les six mois, les fascicules hebdomadaires, vendus à travers le réseau des gares de chemin de fer, étaient rassemblés en un volume, qui était proposé, sous cette forme, en librairie. 
Une deuxième série fut inaugurée en 1895 sous le titre Le Tour du monde, journal des voyages et des voyageurs : beaucoup plus moderne, elle reproduit des images photographiques.
C'est un hebdomadaire qui vise un lectorat populaire et qui consacre son contenu aux voyages et à l'exploration. Il a décrit en détail la plupart des grandes expéditions qui ont marqué à la fin du XIXe siècle et au début du XXe, la dernière grande période d'exploration du globe par les voyageurs occidentaux. Une cinquantaine d'années qui couvrent une période allant de la découverte des sources du Nil, début des années 1860, à la conquête du Pôle Sud, fin 1911.
Le Tour du monde mêle textes et illustrations, au début des gravures sur bois, qui furent progressivement remplacées par des reproductions de photographies à la fin du XIXe siècle.
Après juillet 1914, il cesse de paraître.
En février 1930, le titre est racheté par Lectures pour tous.

### Les 52 premiers numéros
Chaque numéro fait au minimum 16 pages, illustré de gravures en noir et blanc dont toujours une, sous l’entête qui barrait toute la partie haute de la première page sur deux colonnes (plus rarement, toute la page). À l’intérieur, outre les gravures demi-page, il y a de une à trois gravures pleine page. Le travail d'impression et de gravure est effectué par les établissements de Charles Lahure.
Une autre particularité est que la publication d'un même récit de voyage peut s'étaler couramment sur 2 ou 3 numéros (d'où le décalage entre les livraisons et les numéros).
- livraison n°001 - Mort du voyageur Ad. Schlagintweit dans le Turkestan (1857). 16 pages.
- livraison n°002 - Sir John Franklin et ses compagnons.
- livraison n°003 - Voyage de circumnavigation de la frégate autrichienne La Novara (1857-1859).
- livraison n°004 - La Cochinchine en 1859 - notes extraites d'une correspondance inédite.
- livraisons n°005 et 6 - Voyage en Albanie et au Monténégro (1858) par G. Lejean. 32 pages.
- livraison n°007 - Le fleuve Amour - exploration de ce fleuve depuis ses sources jusqu'à son embouchure.
- livraisons n°008, 20 et 21 - Voyage au littoral de la mer Caspienne. 48 pages.
- livraison n°009, 10 et 11 - Voyage en Chine et au Japon (1857-1858), texte de Moges, dessins d'après De Trévise, Tronson, etc. 48 pages.
- livraison n°012 - Fragments d'un voyage à La Nouvelle-Orléans (1855) par Élisée Reclus.
- livraison n°013 - Voyage à la Grande Viti, grand océan équinoxial, par John Macdonald (1855), article par Henri Michelant.
- livraison n°014 - Voyages au Maroc (1670-1789-1860).
- livraison n°015 - Voyage de Giovanni Mastai (aujourd'hui S. S. le Pape Pie IX) dans l'Amérique du Sud (de Gènes à Santiago, 1823-1824).
- livraison n°016 - Aventures et chasses du voyageur Anderson dans l'Afrique Australe.
- livraison n°017 - La Mer Polaire : fragments du voyage exécuté en 1853, 1854 et 1855 de New York au 82e degré de latitude nord par le Dr El. K. Kane (de la marine des États-Unis).
- livraison n°018 et 19 - Le capitaine Pallisser et l'exploration des Montagnes rocheuses (1857-1859).
- livraison n°020 et 21, Voyage à la Mer Caspienne et la Mer Noire, de Bakou a Tiflis. (1858) .
- livraison n°022, 23 et 24 - Voyage de Möllhausen, du Mississipi aux côtes de l'océan pacifique (1853-1854). 48 pages.
- livraison n°025 et n°26 - Voyages en Palestine (1856-1859) : quinze jours à Jérusalem (1856).
- livraison n°027 - Un mois en Sicile (1843) par Félix Bourquelot.
- livraison n°028 et 29 - Voyage en Perse, fragments par le Comte A. de Gobineau (1855-1858), illustrations par Laurens. 32 pages.
- livraison n°030 - voyages aux Indes occidentales par Anthony Trollope (1858-1859).
- livraison n°031 et 32 - Voyage dans les États scandinaves par Paul Riant.
- livraison n°033, 34 et 35 - Voyage au Mont Athos par A. Proust (1858).  48 pages.
- livraison n°036 - voyages d'un naturaliste (Charles Darwin) - l'archipel Galápagos et les atolls ou îles de coraux.
- livraison n°037 et 38 - Voyage au pays des Yakoutes (Russie asiatique) par Ouvarovski  (1830-1839).
- livraison n°039, 40 et 41 - voyages et découvertes au centre de l'Afrique - journal du docteur Barth (1849-1855). 48 pages.
- livraison n°042 - voyages et aventures du baron de Wogan en Californie (1850-1852).
- livraison n°043, 44 et 45 - Voyage dans le royaume d'Ava (empire des Birmans) par le capitaine Henri Yule du corps du génie bengalais (1855).
- livraison n°046, 47 et 48 - Voyage aux grands lacs de l'Afrique Orientale par le capitaine Burton (1857-1859). 48 pages
- livraison n°049 - voyage à l'île de Cuba par Richard Dana (1859).
- livraison n°050, 51 et 52 - Excursions dans le Dauphiné (1850-1860). 48 pages.

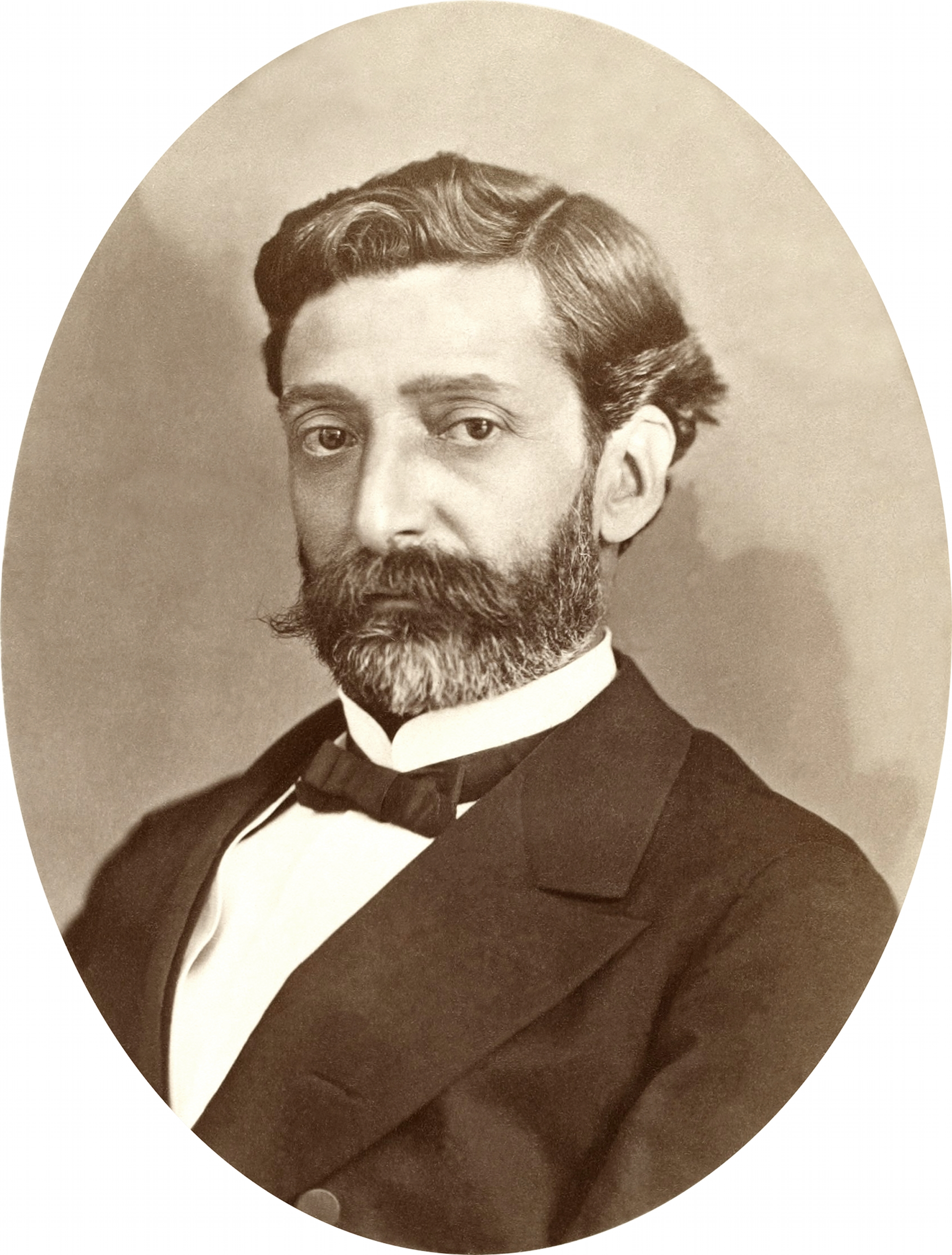
François Édouard Raynal y publia le récit de son naufrage près des îles Auckland (Juillet 1869, livraisons 495 à 497).

## Principaux illustrateurs
Les principaux illustrateurs (plus de 140) sont regroupés dans une catégorie sur Commons : Illustrateurs pour Le Tour du monde